# Ninfield
Ninfield est un village et une paroisse civile du Sussex de l'Est, en Angleterre. Administrativement, il dépend du district de Wealden. Au recensement de 2011, il comptait 1 562 habitants.

## Géographie
Ninfield est situé dans le sud du Sussex de l'Est, à 6 km au nord de la ville côtière de Bexhill-on-Sea, à laquelle il est relié par la route A269.

## Étymologie
Le nom Ninfield désigne une parcelle de terre récemment défrichée. Il se compose des éléments vieil-anglais nīwe, numen et feld. Le village est mentionné à la fin du XIe siècle dans le Domesday Book sous un nom différent, Nerewelle. Une forme plus proche du nom actuel, Nimenefeld, est attestée en 1255.